# Омнес, Филипп
Филипп Омнес (фр. Philippe Omnès, р. 6 августа 1960) — французский фехтовальщик-рапирист, олимпийский чемпион, чемпион мира, 11-кратный чемпион Франции.

## Биография
Родился в 1960 году в Париже. В 1982 году стал обладателем серебряной медали чемпионата мира. В 1984 году принял участие в Олимпийских играх в Лос-Анджелесе, где стал обладателем бронзовой медали. В 1987 году завоевал серебряную медаль чемпионата мира. В 1988 году принял участие в Олимпийских играх в Сеуле, однако там французские рапиристы стали лишь 6-ми, а в личном зачёте он занял 9-е место. В 1989 году завоевал серебряную и бронзовую медали чемпионата мира. В 1990 году стал чемпионом мира. На чемпионате мира 1991 года стал обладателем бронзовой медали. В 1992 году стал чемпионом Олимпийских игр в Барселоне. На чемпионате мира 1993 года завоевал бронзовую медаль.  В 1996 году принял участие в Олимпийских играх в Атланте, однако там французские рапиристы стали лишь 7-ми, и в личном зачёте он тоже занял 7-е место.